# Rudbar
Rūdbār (farsi رودبار) è il capoluogo dello shahrestān di Rudbar, circoscrizione Centrale, nella provincia di Gilan. Aveva, nel 2006, una popolazione di 11.454 abitanti. Si trova in una valle, nella parte meridionale montagnosa della regione, sulla riva sinistra del fiume Sefid. Molti abitanti sono del gruppo etnico tati. La principale produzione locale sono le olive e i suoi derivati.
Vari siti archeologici si trovano sulla riva orientale del  fiume Sefid, nella valle di Gowhar Rud.

## Storia
I primi insediamenti della zona risalgono a 2000 anni fa. Con l'avvento dell'Islam ci fu una colonizzazione da parte di tribù provenienti da Damasco e Aleppo; successivamente ci furono incursioni di Nizariti ismailiti che installarono una fortezza. All'epoca di Nadir Shah vi si sono stabiliti anche gruppi di curdi provenienti dal Quchan e dal Khorasan settentrionale.
Poco distante dalla città si trova il sito archeologico di Marlik.
Il terremoto del 1990 ha causato gravissimi danni alla città.